# Choyrodon
Choyrodon („zub z města Čojr“) byl rod hadrosauroidního ornitopodního dinosaura z raně křídového období (střední až pozdní věk alb, asi před 110 až 100 miliony let).

## Historie
Fosilie tohoto býložravého ptakopánvého dinosaura byly objeveny v Mongolsku (souvrství Churen Duch, ze kterého jsou známé například rody Altirhinus nebo Harpymimus). Rodové jméno Choyrodon odkazuje k mongolskému městu Čojr (anglicky Choyr), v jehož blízkosti byla fosilie objevena. Druhové je poctou významnému mongolskému paleontologovi Rinčengínu Barsboldovi. Formálně byl tento druh popsán roku 2018.

## Popis
Tento ornitopod dosahoval spíše menších až středních rozměrů, při lebce o délce asi 50 cm činila jeho celková délka zhruba 5 až 6 metrů. Byl nejspíše býložravcem, žijícím v menších stádech. Mezi jeho evoluční příbuzné patřily například rody Equijubus nebo Eolambia.